# Jürgen Schieck
Jürgen Schieck (* 6. Mai 1946) ist ein ehemaliger deutscher Fußballspieler und Sportmoderator. In der zweitklassigen Regionalliga Südwest und Süd absolvierte der kopfballstarke Angreifer von 1966 bis 1974 insgesamt 135 Regionalligaspiele und erzielte 62 Tore. In seiner ersten Station beim SV Alsenborn von 1966 bis 1968 gewann er 1968 die Südwest-Meisterschaft und eroberte mit 31 Treffern in 30 Ligaspielen die Torjägerkrone im Südwesten.

## Laufbahn als Spieler

### In der Regionalliga, 1966 bis 1972
Mittelstürmer Jürgen Schieck wechselte als 20-Jähriger zur Runde 1966/67 von dem Amateurverein SV Eberbach zum SV Alsenborn in die damals zweitklassige Regionalliga Südwest. Dort hatte sich der Kapitän der Weltmeistermannschaft von 1954, Fritz Walter, in seiner Wohnheimat Alsenborn zu einer „betreuenden und beratenden Tätigkeit“ beim heimischen SVA überreden lassen. Im Jahresrhythmus stiegen die Alsenborner auf. Als Aufsteiger wurde 1964/65 die Meisterschaft in der Amateurliga Südwest und der Aufstieg in die Regionalliga Südwest erreicht. Im ersten Jahr in der Regionalliga, 1965/66, belegte die Mannschaft von Trainer Otto Render um Spielmacher und Torjäger Lorenz Horr den neunten Rang. Seinen Einstand in der Regionalliga gab Schieck am 22. August 1966 bei einem 2:0-Erfolg bei Wormatia Worms.
Im zweiten Regionalligajahr des SVA, 1966/67, Neuzugang Schick hatte in seiner Debütrunde in 19 Ligaspielen sechs Treffer erzielt, belegte man den achten Rang. Zum Spielerkader waren neben dem Stürmer noch mit Werner Mangold und Torhüter Manfred Krei zwei Spieler für die Defensive dazu gekommen. Als im zweiten Jahr von Schieck, 1967/68, mit Josef Sattmann ein schneller Flügelspieler die Offensive verstärkte gelangen dem großgewachsenen Mittelstürmer 31 Treffer, mit denen er sich die Torjägerkrone im Südwesten eroberte. Das Team vom Stadion an der Kinderlehre gewann die Meisterschaft. Schieck eröffnete am vierten Spieltag, den 4. September 1967, bei einem 3:2-Erfolg beim FK Pirmasens mit einem Treffer seine Torejagd. Vom siebten bis zum zehnten Spieltag, 25. September bis 23. Oktober 1967, erzielte er in vier Verbandsspielen gegen den Ludwigshafener SC (6:0), FC Homburg (7:0), 1. FC Saarbrücken (3:1) und VfR Frankenthal (8:0) 14 Treffer; herausragend waren die fünf Tore am 2. Oktober beim 7:0-Erfolg gegen Homburg. In der Aufstiegsrunde wurde die Dorfmannschaft hinter Hertha BSC und Rot-Weiss Essen mit 8:8 Punkten Dritter. Schieck hatte in sieben Spielen zwei Tore erzielt. Nach zwei Jahren in Alsenborn zog Schieck nach Stuttgart und unterschrieb bei den Stuttgarter Kickers einen neuen Vertrag für die Fußball-Regionalliga Süd.
Mit der Mannschaft von Trainer Georg Wurzer verpasste Schieck in der Saison 1968/69 in der Regionalliga Süd knapp den Einzug in die Bundesligaaufstiegsrunde. Mit einem Punkt Rückstand zu Meister Karlsruher SC und Vizemeister Freiburger FC und punktgleich mit dem Dritten, FC Bayern Hof mit Torjäger Wolfgang Breuer, landeten die Kickers auf dem vierten Rang. Schieck hatte am Rundenstart, den 18. August 1968, bei einem 1:1-Remis bei Schwaben Augsburg in der Südliga debütiert. Der Neuzugang aus Alsenborn hatte in 23 Ligaeinsätzen zehn Tore erzielt. Die interne Torschützenliste führten Helmut Fürther und der weitere Neuzugang Karl-Heinz Mrosko mit jeweils 14 Treffern an. Die Elf um die zwei Leistungsträger Rolf Steeb und Dieter Schurr verpasste am 32. Spieltag, den 27. April 1969, durch eine 0:2-Niederlage beim KSV Hessen Kassel den Einzug in die Bundesligaaufstiegsrunde. Die zwei abschließenden 4:1-Erfolge gegen SV Darmstadt 98 und die SpVgg Fürth konnten Karlsruhe und Freiburg nicht mehr von den Spitzenrängen verdrängen.
In der zweiten Saison bei den Stuttgarter Kickers, 1969/70, übernahm der junge Gerd Menne das Traineramt von Routinier Wurzer und das Präsidium um Walter Queißner sah sich durch einen Fehlstart bedingt, bereits Ende November zu einer Rückholaktion von Wurzer veranlasst. Es lief aber nicht gut, nicht für die Kickers – sie landeten auf dem 12. Rang –, aber auch nicht für Schieck, er musste sich in 25 Ligaeinsätzen mit sechs Treffern begnügen. Er schloss sich zur Saison 1970/71 wieder dem dreifachen Meister SV Alsenborn in der Regionalliga Südwest an.
Der Einstand des ehemaligen Torjägers verlief nach Plan. Am ersten Rundenspieltag, den 16. August 1970, beim Heimspiel gegen Wormatia Worms, erzielte der Mittelstürmer in der 60. Minute den Siegtreffer zum 2:1-Erfolg von Alsenborn. Aber nicht Schieck, sondern Manfred Lenz mit 25 Toren, erfüllte die Hoffnungen auf Tore für den SVA in dieser Runde. Der großgewachsene Kopfballspezialist rückte verschiedene Male in der Runde sogar auf die Liberorolle in der Abwehr. Am Rundenende hatte er in 28 Ligaeinsätzen sechs Tore erzielt und Alsenborn belegte den fünften Rang. In die Saison 1971/72 startete Schieck mit Alsenborn nach sechs Spielen mit 11:1 Punkten. Er besetzte jetzt den Libero-Posten und im Angriff steigerte Lenz seine Trefferquote auf 28 Treffer und holte sich die Torjägerkrone im Südwesten. Aber bereits mit dem Spiel am 31. Oktober 1971, bei einem 2:0-Auswärtserfolg bei Phönix Bellheim, war die Saison für Schieck nach acht Einsätzen mit drei Toren beendet.

### Wieder in der Amateurliga
Zur Runde 1972/73 schloss er sich dem VfR Mannheim in der 1. Amateurliga Nordbaden an. Unter Trainer Heiner Ueberle und neben Mitspielern wie Klaus Schmidt – ein erfolgreicher Ex-Alsenborner –, Ludwig Hartmann und Peter Spankowski konnte er mit 54:6 Punkten und 112:34 Toren die Meisterschaft und den Aufstieg in die Regionalliga Süd feiern. Schieck hatte in 21 Ligaeinsätzen neun Tore für die Rasenspieler erzielt. In der letzten Saison der alten zweitklassigen Regionalliga, 1973/74, kam er am 14. und 18. August 1973 zu seinen letzten zwei Regionalliga-Einsätzen.
Noch im Verlauf der Runde 1973/74 wechselte Schieck zum VFB Eppingen in die 1. Amateurliga Nordbaden, wo er noch beim Aufsteiger in 14 Ligaspielen auflief und sieben Tore beim Erreichen des 5. Ranges beisteuerte. Er war Mitglied der Mannschaft die am 26. Oktober 1974 im DFB-Pokal sensationell den Hamburger SV mit 2:1 besiegte. In der Verbandsrunde gewann Schieck mit dem VfB Eppingen die Meisterschaft in der Amateurliga Nordbaden und hatte dabei neun Tore in 28 Ligaspielen an der Seite von Mitspielern wie Erwin Rupp und Gerd Störzer erzielt. Insgesamt hat Schieck für den VfB Eppingen bis 1976 62 Ligaspiele in der 1. Amateurliga bestritten und 20 Tore erzielt. Beim SV Sandhausen endete seine Aktivität in der 1. Amateurliga Nordbaden, wo er zur Vizemeisterschaft 1976/77 noch in 12 Ligaspielen seinen Beitrag leistete.

## Sportmoderator beim SWR
Der ehemalige Biologie- und Sportstudent war über Jahre als Sportjournalist tätig und erlangte einen hohen Bekanntheitsgrad als Moderator beim Südwestrundfunk in der populären Sendung „Sport im Dritten“.